# Список дипломатических миссий Кот-д’Ивуара

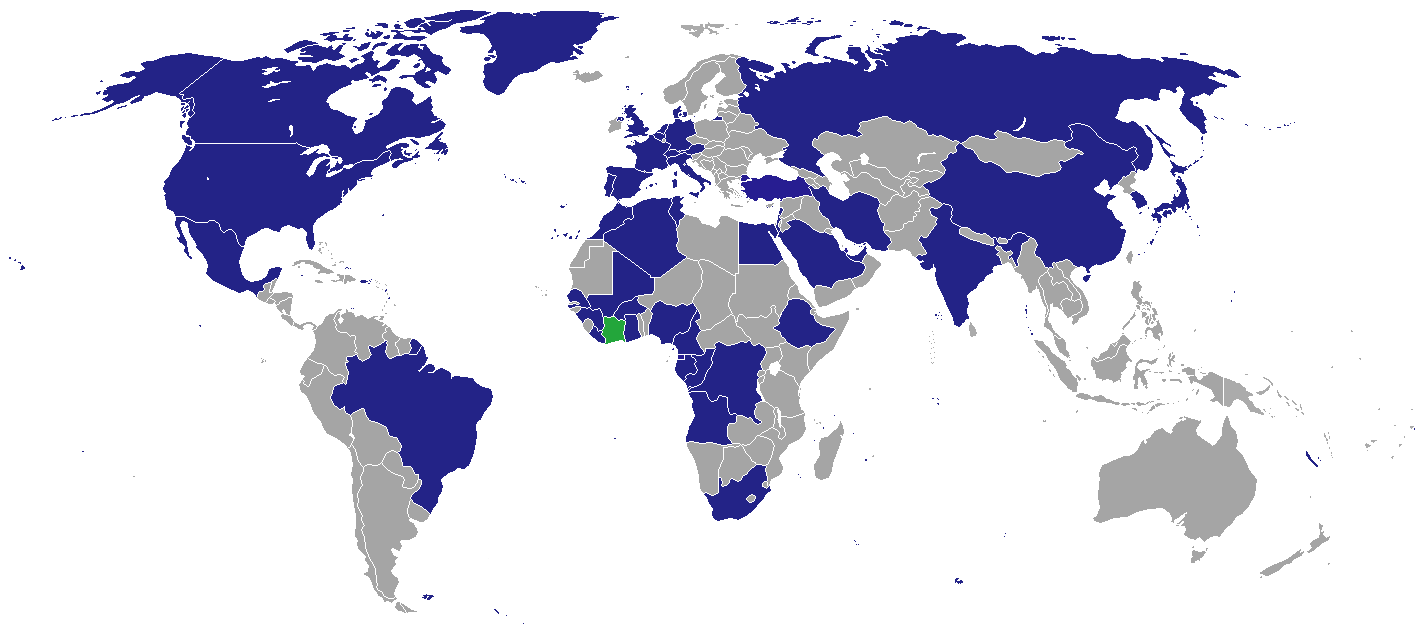
Дипломатические миссии Кот-д’Ивуара

Список дипломатических миссий Кот-д’Ивуара — перечень дипломатических миссий (посольств) Кот-д’Ивуара в странах мира (не включает почётных консульств).

## Европа

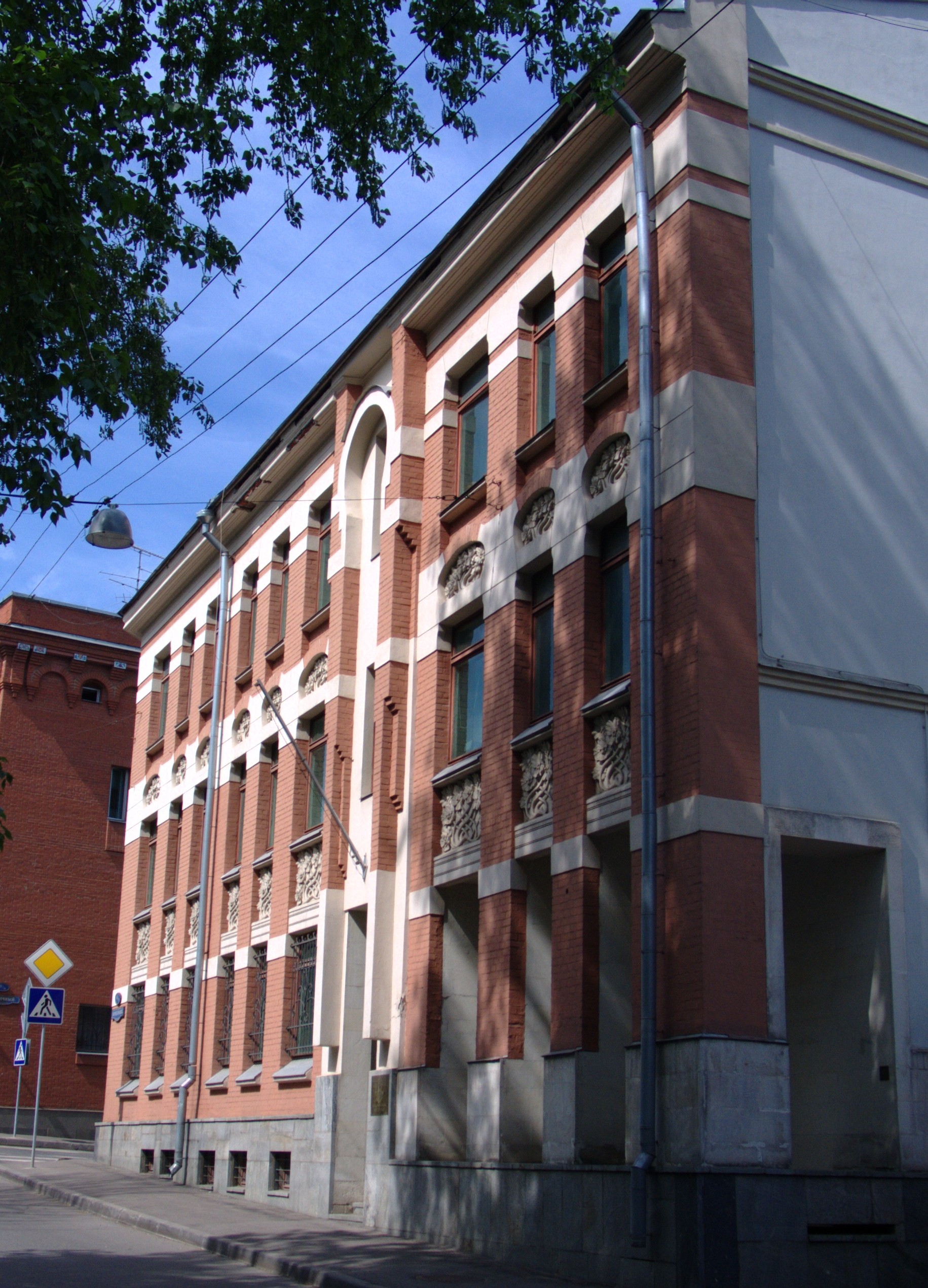
Посольство Кот-д’Ивуара в Москве

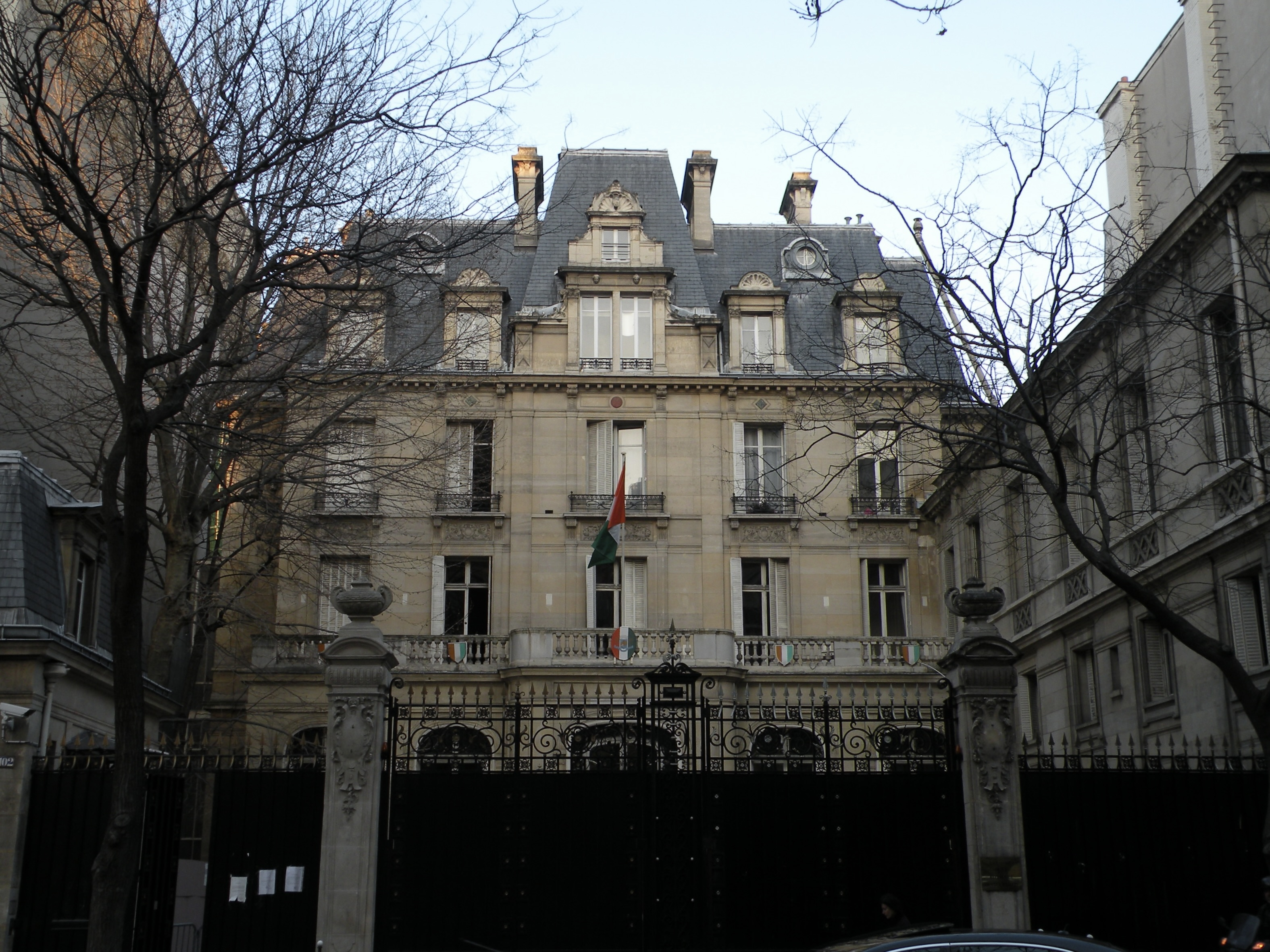
Посольство Кот-д’Ивуара в Париже

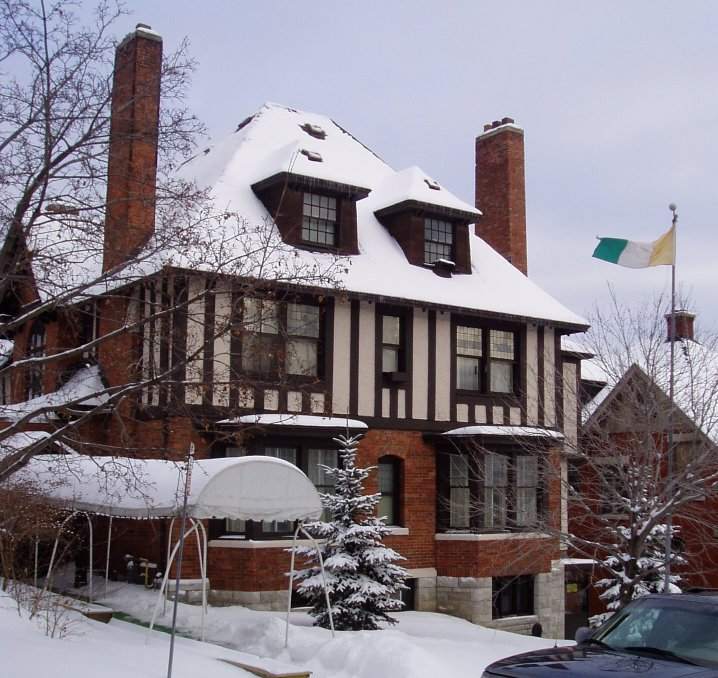
Посольство Кот-д’Ивуара в Оттаве

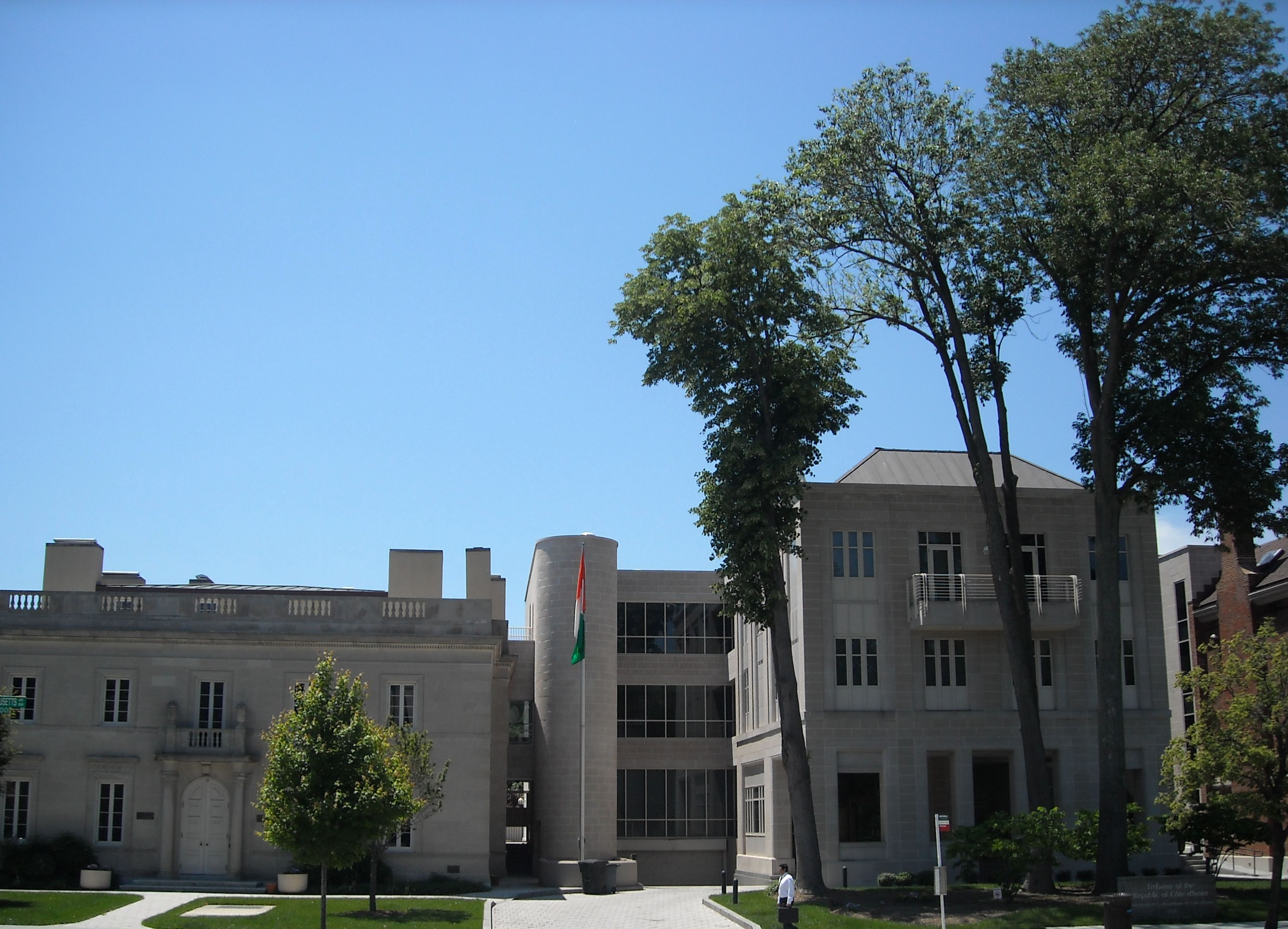
Посольство Кот-д’Ивуара в Вашингтоне

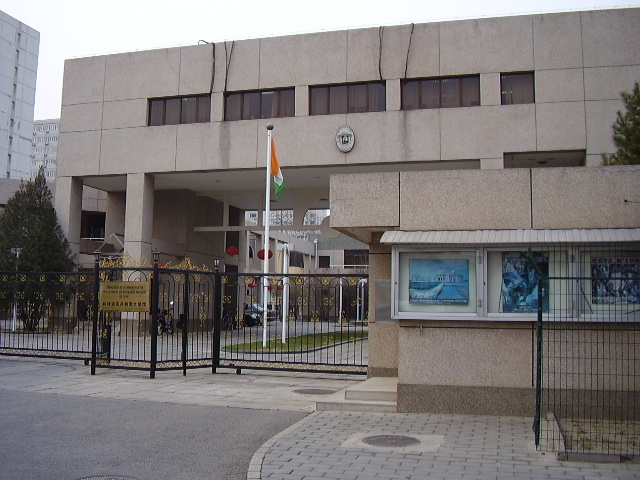
Посольство Кот-д’Ивуара в Пекине

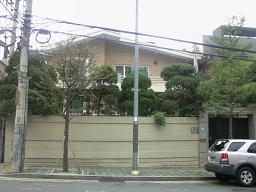
Посольство Кот-д’Ивуара в Сеуле

- Австрия
  - Вена (посольство)
- Бельгия
  - Брюссель (посольство)
- Ватикан
  - Ватикан (посольство)
- Великобритания
  - Лондон (посольство)
- Германия
  - Берлин (посольство)
- Дания
  - Копенгаген (посольство)
- Испания
  - Мадрид (посольство)
- Италия
  - Рим (посольство)
- Россия
  - Москва (посольство)
- Франция
  - Париж (посольство)
- Швейцария
  - Берн (посольство)

## Азия
- Китай
  - Пекин (посольство)
- Индия
  - Нью-Дели (посольство)
- Япония
  - Токио (посольство)
- Республика Корея
  - Сеул (посольство)

## Средний Восток
- Израиль
  - Тель-Авив (посольство)
- Иран
  - Тегеран (посольство)
- Саудовская Аравия
  - Эр-Рияд (посольство)
  - Джидда (генеральное консульство)

## Америка
- Бразилия
  - Бразилиа (посольство)
- Гаити
  - Порт-о-Пренс (бюро по связям)
- Канада
  - Оттава (посольство)
- Мексика
  - Мехико (посольство)
- США
  - Вашингтон (посольство)

## Африка
- Алжир
  - Алжир (посольство)
- Ангола
  - Луанда (посольство)
- Буркина-Фасо
  - Уагадугу (посольство)
- Габон
  - Либревиль (посольство)
- Гана
  - Аккра (посольство)
- Гвинея
  - Конакри (посольство)
- Египет
  - Каир (посольство)
- Камерун
  - Яунде (посольство)
- ДР Конго
  - Киншаса (посольство)
- Либерия
  - Монровия (посольство)
- Ливия
  - Триполи (посольство)
- Мали
  - Бамако (посольство)
- Марокко
  - Рабат (посольство)
- Нигерия
  - Абуджа (посольство)
- Сенегал
  - Дакар (посольство)
- Тунис
  - Тунис (посольство)
- Чад
  - Нджамена (посольство)
- Эфиопия
  - Аддис-Абеба (посольство)
- ЮАР
  - Претория (посольство)

## Международные организации
- Аддис-Абеба (постоянное представительство при Африканском союзе)
- Брюссель (представительство при ЕС)
- Женева (постоянное представительство при ООН и международных организациях)
- Нью-Йорк (постоянное представительство при ООН)
- Париж (постоянное представительство при ЮНЕСКО)